# Essertenne-et-Cecey
Essertenne-et-Cecey är en kommun i departementet Haute-Saône i regionen Bourgogne-Franche-Comté i östra Frankrike. Kommunen ligger i kantonen Autrey-lès-Gray som tillhör arrondissementet Vesoul. År 2022 hade Essertenne-et-Cecey 419 invånare.

## Befolkningsutveckling
Antalet invånare i kommunen Essertenne-et-Cecey
| Referens: INSEE |